# From A to Z-Z-Z-Z
From A to Z-Z-Z-Z ist ein US-amerikanischer animierter Kurzfilm von Chuck Jones aus dem Jahr 1954.

## Handlung
Während die Schulklasse eifrig rechnet, träumt der kleine Ralph Phillips in der hintersten Bankreihe vor sich hin. Er stellt sich vor, wie ein Vogel durch die Lüfte zu fliegen, wird jedoch von einer Taube angesprochen, die sich als seine Lehrerin entpuppt und ihn zurechtweist, nicht tagzuträumen. Da Ralph vorgibt, die ganze Zeit wach gewesen zu sein, wird er an die Tafel gebeten, wo er Zahlen zusammenrechnen soll. Er träumt sich auf die Tafel, wo die Zahlen ihn auslachen. Als er ihnen den Additionsstrich wegzieht, fallen alle Zahlen übereinander, greifen ihn an und werden von Ralph besiegt.
Die Lehrerin erkennt, dass Ralph eine Pause braucht und schickt ihn mit einem Brief zum nächsten Briefkasten. Die kurze Strecke wird in Ralphs Fantasie zu einem aufregenden Ritt durch den Wilden Westen, auf dem er von Indianern verfolgt in ein Fort kommt, den Brief aufgibt, beim Rückritt beschossen wird und daher „schwer verwundet“ in den Klassenraum zurückkommt und theatralisch vor der Lehrerin „zusammenbricht“. In der anschließenden Geografiestunde langweilt sich Ralph schon bald und träumt sich als unerschrockener Taucher ins Meer, wo er nicht nur einen gefährlichen Riesenfisch erlegt, sondern auch ein gesunkenes U-Boot der U.S. Navy allein mit Muskelkraft hebt. Der Krakenarm, der ihn davonzieht, ist wiederum die Lehrerin, die ihn für seine Träumerei zur Strafe in die Ecke stellt. Ralph wiederum wähnt sich nun als Boxer, der einen weit größeren Gegner problemlos besiegen kann. Die Pausenglocke ertönt – im Boxkampf wie in der Schule. Ralph darf gehen und verkündet nun als Douglas MacArthur, dass er zurückkommen werde.

## Produktion
From A to Z-Z-Z-Z kam am 16. Oktober 1954 als Teil der Warner-Bros.-Trickfilmreihe Looney Tunes in die Kinos. Es folgten zwei weitere Cartoons mit Ralph Phillips als zentraler Figur: Boyhood Daze (1957) und Adventures of the Road-Runner (1962).

## Synchronisation
| Rolle              | Originalsprecher |
| ------------------ | ---------------- |
| Ralph Phillips     | Dick Beals       |
| Lehrerin           | Bea Benaderet    |
| Indianer, Matrosen | Mel Blanc        |
| Kapitän            | Norman Nesbitt   |

## Auszeichnungen
From A to Z-Z-Z-Z wurde 1954 für einen Oscar in der Kategorie „Bester animierter Kurzfilm“ nominiert, konnte sich jedoch nicht gegen Die Musikstunde durchsetzen.